# Sportklub Sofia
Maillots
Le Sportklub Sofia (en bulgare : Спортклуб София), plus couramment abrégé en SK Sofia, est un ancien club bulgare de football fondé en 1912 et disparu en 1944, et basé dans la ville de Sofia.

## Histoire
Le club est créé le 1er décembre 1912 dans le quartier de Tri Kladentsi (les Trois Puits en français) sous le nom du SC Karavelov en l'honneur de Lyuben Karavelov, écrivain et figure importante du réveil national bulgare.
En 1919, le club fusionne avec le Slavia Sofia, mais la fusion ne dure qu'un an et cesse en 1920. Les deux clubs se séparent alors pour cause de désaccords entre les dirigeants des deux clubs.
Le club est alors refondé sous le nom du Sportklub Sofia sur une idée d'Aleksandar Vazov (neveu d'Ivan Vazov), qui avait étudié en Allemagne et brièvement joué pour le SK Berlin.
Le club violet s'impose alors progressivement dans le paysage footballistique bulgare, et acquiert même une popularité à l'étranger à la suite d'une tournée à Thessalonique.
Le club compte un titre de champion de Bulgarie, remporté en 1935.
Le 5 novembre 1944, le club disparaît définitivement à la suite de sa fusion avec deux autres clubs de la capitale, le Sokol Sofia et le Vazrazhdane Sofia, pour former le Septemvri Sofia.

## Palmarès
| Compétitions nationales                            |
| -------------------------------------------------- |
| - Championnat de Bulgarie (1) : - Champion : 1935. |

## Personnalités du club

### Entraîneurs du club
- Nikolay Dimitrov-Poshta
- Károly Fogl

### Joueurs notables du club
- Georgi Pachedzhiev (1932 - 1936)